# Biología teórica
La biología teórica tiene por objeto la caracterización conceptual de problemas biológicos (historia de las ideas biológicas, definiciones, etc.) mediante herramientas espistemicas y filosóficas las cuales ayudan a entender y teorizar conceptos fundamentales de la biología y su formalización mediante herramientas matemáticas e informáticas (modelización y simulación). Si bien la investigación del biólogo teórico está basada, en última instancia, en resultados experimentales, su objetivo característico es la construcción de un modelo o teoría, y esto es, fundamentalmente, lo que distingue su actividad de la de otros biólogos.

## Historia de la biología teórica
La biología teórica se desarrolló en el período de entreguerras, fundamentalmente en Alemania, Rusia, Países Bajos e Inglaterra. Durante este período se discutieron asuntos relacionados con los fundamentos conceptuales de la biología, así como cuestiones relativas a las nuevas direcciones teóricas que comenzaban a ensayarse en los campos de la fisiología del desarrollo y la genética

## Biólogos teóricos
- Pere Alberch
- Jack Cowan
- John Haldane
- Michael Hassell
- Brian Goodwin
- Bryan Grenfell
- Stuart Kauffman
- Jesús Alberto León
- Richard Lewontin
- Robert May
- John Maynard Smith
- James D. Murray
- Nicholas Rashevsky
- Erik Rauch
- George Gaylord Simpson
- Peter Schuster
- Robert Rosen
- René Thom
- D'Arcy Thompson
- Francisco Varela
- Conrad Hal Waddington
- Arthur Winfree
- Lewis Wolpert
- Christopher Zeeman
- Humberto Maturana
- Walter Cabrera Febola

## Revistas
- Journal of Theoretical Biology
- Biological Theory
- Medical Hypotheses
- Bioinformatics

## Sociedades
- American Mathematical Society
- British Society of Developmental Biology
- European Mathematical Society Archivado el 8 de julio de 2006 en Wayback Machine.
- ESMTB: European Society for Mathematical and Theoretical Biology
- The International Biometric Society
- International Society for Ecological Modelling
- {{}} Archivado el 9 de enero de 2004 en Wayback Machine.
- London Mathematical Society
- Société Francophone de Biologie Théorique
- Society for Industrial and Applied Mathematics
- Society for Mathematical Biology

- Datos: Q2419229